# Xabier de Lizardi
José María Aguirre Egaña (1896 - 1933), conegut com a Xabier de Lizardi, poeta i escriptor en llengua basca. Juntament amb Lauaxeta és el principal representant de la literatura basca de preguerra. L'estètica simbolista ha fet que se'l compari amb Juan Ramón Jiménez. Aguirre signava amb el pseudònim de Xabier de Lizardi pel qual és conegut, encara que també va signar amb els de Zarauztar Sabin i Samaiko Zulo.
La seva escassa obra, centrada principalment en només dos llibres, Biotz-begietan (En el cor i en els ulls) escrita el 1932 i l'antologia pòstuma Umezurtz-olerkiak (Poesies de l'orfe) publicada el 1934, en els quals plasma una poesia de tipus intimista, impressionista on es debat entre la matèria i l'esperit aquesta basada en la naturalesa i la mitologia del País Basc. És la transició del romanticisme al simbolisme en la literatura basca.

## Biografia
José María Aguirre va néixer a Zarautz Guipúscoa el 18 d'abril de 1896. Quan tenia 12 (altres fonts diuen que contava 10 anys) anys es va traslladar a Tolosa juntament amb la seva família. Allí estudia batxillerat i recupera l'euskera que tenia gairebé oblidat. El 1917, amb 21 anys, es llicencia en dret en la Universitat Central. Es casa amb Francisca Eizagirre amb 27 anys i entra, en el lloc de gerent, en la fàbrica Perot, dedicada a la construcció de teles metàl·liques. El 1926 participa en la fundació de l'entitat cultural Euskaltzaleak en el si de la qual va realitzar diferents projectes. Va treballar per a dotar l'euskera de les ales de la saviesa com ell deia i somiava amb un periòdic en aquesta llengua. La primera vegada que utilitza el pseudònim pel qual se li coneixeria en la commemoració del dia de l'Euskera a Mondragón (Guipúscoa) el 1927, sota la dictadura de Primo de Rivera.
El 1930 participa en el concurs de poesia basca d'Errenteria on va presentar les poesies; Otartxo utsa (El cistellet buit), Paris'ko Txolarre (El teuladí de París) i Agur (Adéu). En el certamen de l'any següent celebrat a Tolosa en honor del poeta Emeterio Arrese va presentar el poema Urtegiroak (Les estacions de l'any). Aquest poema ha estat qualificat com "la seva obra mestra" per José Ariztimuño. A l'any següent, el 1932 publica el llibre Biotz-Begietan (En el cor i els ulls) i és guardonat amb el premi Kirikiño per l'article Etxe barne bizia (La vida dintre de casa). També veuen la llum en la revista Antzerti (teatre) les obres Laño ta hissar (Boira i estrella) i Bi aizpak (Dues Germanes). Amb 36 anys, sense haver tingut temps de desenvolupar tot el potencial que tenia, va morir en Tolosa el 12 de març de 1933. Els llibres Umezurtz-Olerkiak (Poemes orfes) i Itz-Lauz (En plabras planes) van ser publicats després de la seva mort igual que la seva obres dramàtica Ezkondu ezin ziteken mutilla (El noi que no es podia casar) que va veure la llum en les pàgines de la revista Egan el 1953.

## La seva obra

### Poesia
- XX. mendeko poesia kaierak (quaderns de poesia del segle XX), 2000, Susa: Edició de Koldo Izagirre.
- Biotz-begietan (En el cor i en els ulls), 1932, Verds-Atxirika.
- Olerkiak (poemes) 1983, Erein: edició de Juan Mari Lekuona, Anjel Lertxundi i Xabier Lete.
- Umezurtz olerkiak (Poemes d'orfe) 1934, Euskaltzaleak)
- Lizardi (Freixeda), 1975, Valverde.

### Teatre
- Bi aizpak (Dues germanes), Antzerti.
- Laño ta hissar (Boira i estrella), 1932, Antzerti
- Ezkondu ezin ziteken mutilla (El noi que no es podia casar), 1953, Revista Egan

### Articles
- Itz lauz, (En paraules planes) 1934, Euskaltzaleak.
- Kazetari lanak (treballs de periodista), 1986, Erein - Associació d'editors bascos)